# Bwiti
 (octobre 2013).

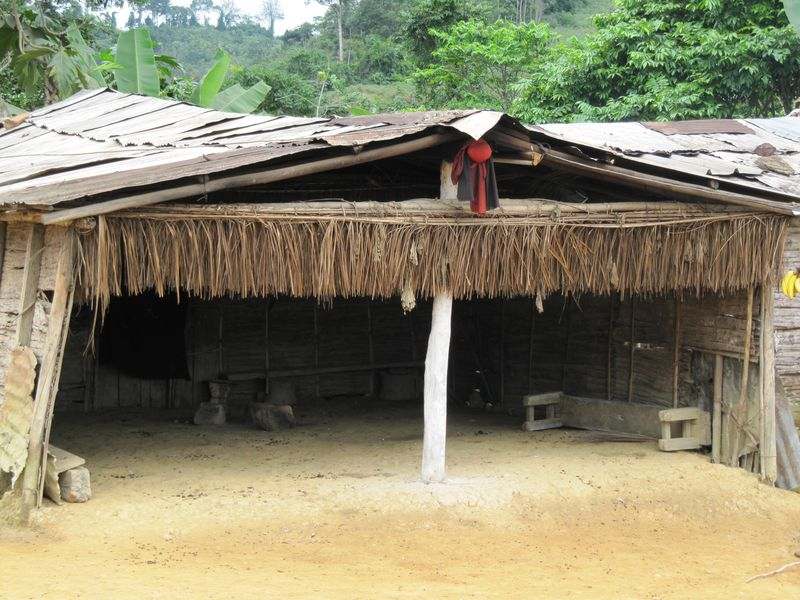
Case bwiti à Mimongo.

Le bwiti (ou bwete, bouiti, bouity, mboeti, mbueti) est un rite initiatique appartenant à l'origine aux Mitsogo et Apindjis, qui par la suite l'auraient transmis aux autres ethnies de Gabon. 
Le bwété, selon l'appellation d'origine, constitue un système religieux total où l’initiation, l’art, l’architecture, la musique et les rituels s’entrelacent pour structurer la communauté, articuler une cosmologie complexe et assurer la continuité entre le monde des vivants et celui des esprits par le masque sous une kyrielle d'interdits.

## Histoire
Son apparition est indéterminée, mais est antérieure au XIXe siècle, puisque Paul Belloni du Chaillu, premier explorateur européen de l'intérieur du Gabon, a pu observer sa présence dans le centre du pays. Cependant, d'après les pratiquants eux-mêmes, cette tradition serait âgée de plusieurs millénaires et appartiendrait aux Mitsogho qui y sont les fondateurs et les plus anciens pratiquants. Bien que ce rite initiatique ait pris quelques éléments des rites initiatiques Babongo, il est bel et bien issu du patrimoine culturel Membè, notamment celui des Mitsogho Na Apindzi qui par la suite, l'ont transmis aux autres peuples du Gabon. 
Aujourd'hui, le bwiti n'est plus un rite exclusivement réservé au peuple Membè, bien qu'ils en restent les porteurs légitimes et les principaux dépositaires, c'est aussi un emblème national. Une religion qui représente l'essence même de la spiritualité gabonaise pratiquée à présent par des hommes et des femmes de toutes les ethnies du Gabon.

## Localisation
Le bwiti est de nos jours largement répandu au Gabon. notamment dans la province de la Ngounié, où il puise sa principale source chez les peuples Mitsogo, Apidji, présents dans cette régions. Mais également dans les autres provinces du pays comme la Nyanga, l'Ogooué Ivindo, etc.   
Aussi bien en milieu rural qu'en milieu urbain, le bwiti brille par sa complexité, ses mystères d'ordre ancestrale et par sa richesse spirituelle.

## Rite d'initiation

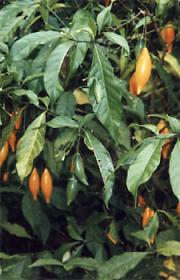
Iboga.

Le rite de passage du bwiti est  centré sur la manducation par le néophyte d'écorces de racines de l'arbuste appelé Iboga ou Eboga (Tabernanthe iboga). Divers alcaloïdes présents dans cette plante (notamment l'ibogaïne) possèdent des propriétés psychodysleptiques de type hallucinogène. Pendant le rite de passage, l'absorption d'une dose massive d'iboga permet ainsi au néophyte d'obtenir des visions spectaculaires dont le récit aux initiateurs serviront à valider son initiation.
La branche originelle du rite initiatique parmi les Mitsogho est appelée Bwiti Dissumba. Il s'agit d'un rite de passage pubertaire, strictement masculin. Le bwiti dissumba s'appuie sur le culte des ancêtres, notamment à travers des reliquaires contenant les ossements des ascendants défunts.
Le bwiti misoko constitue une branche initiatique dérivée et postérieure au Dissumba. Le bwiti misoko possède une fonction avant tout thérapeutique (rite d'affliction) : le néophyte choisit de se faire initier en cas d'infortune inexpliquée, dont on suspecte la plupart du temps qu'elle a été causée par un sorcier malveillant. Les initiés du bwiti misoko sont appelés les nganga-a-misoko, ou plus simplement nganga. Ils ont une fonction de devins-guérisseurs. Contrairement au bwiti dissumba des Mitsogo et des Apinzi, le bwiti misoko accepte souvent (et de plus en plus) les femmes en son sein.
Chez les Mitsogo du Gabon, le Bwiti (ou Bwété) se présente non seulement comme un rite initiatique, mais également comme une véritable philosophie de vie et un système de cohésion sociale. La religion ne se limite pas ici à des croyances spirituelles : elle imprègne l’organisation même de la société, ses arts, son droit coutumier et sa vision du monde.
Dès l'entrée dans la société initiatique, l’individu est plongé dans un univers symbolique d’une extrême richesse, où chaque élément matériel et immatériel qu’il s’agisse des objets, des sons, des formes ou des couleurs est porteur d’un message spirituel.
Le temple du Bwiti, l’ébandza, incarne pleinement cette philosophie : sa construction reproduit le corps humain à l’échelle cosmique. Les piliers, les poutres, les colonnes sont disposés selon une lecture anthropomorphe, symbolisant la tête, les bras, la colonne vertébrale. À travers cette architecture, le temple rappelle à chaque initié qu’il est à la fois un microcosme (un reflet de l’univers) et un dépositaire de l’ordre cosmique.
Autour de cette architecture se déploie tout un univers artistique : sculptures, peintures géométriques, statuettes anthropomorphes ou zoomorphes viennent matérialiser les mythes fondateurs et les entités invisibles (ancêtres, génies, animaux symboliques). Le moindre motif, la moindre couleur utilisée n'est pas laissée au hasard : tout est codifié, destiné à actualiser dans le présent les vérités spirituelles enseignées lors de l’initiation.
La musique rituelle tient une place tout aussi fondamentale : le son n'est pas un simple accompagnement, il est un vecteur sacré qui permet la communication avec les esprits. La harpe Ngombi, l’arc sonore, les tambours, les cloches, les mirlitons sont tous investis d'une fonction précise : réveiller les puissances invisibles, accompagner les transitions spirituelles, ou encore rejouer les battements du cœur cosmique.
Chaque instrument symbolise une partie du corps, un phénomène naturel ou une réalité ancestrale, et participe ainsi à l'activation du rituel.
Le mobilier et les accessoires rituels renforcent cette dynamique initiatique : le récipient du devin, le banc de l’initié, les insignes d’autorité, les habits sacrés en fibres de raphia ou les parures en dents de panthère contribuent à matérialiser les statuts sociaux et spirituels. À travers leur usage, l’initié intègre physiquement et symboliquement sa nouvelle identité spirituelle.
Par ailleurs, la mythologie occupe une place centrale dans l'enseignement initiatique : les récits des migrations mythiques, la découverte sacrée de l'iboga par le gorille, ou encore l'ascension de la colline de l'aigle par le mourant sont autant de narrations sacrées qui permettent aux initiés de comprendre la nature de l'existence, la destinée humaine et le cheminement spirituel. Ces récits sont transmis par des conteurs, des juges coutumiers, ou encore au travers des rituels publics et privés.
Enfin, il faut souligner que le Bwiti n’est pas seulement un système religieux tourné vers l’individu : il est un véritable outil de régulation sociale, notamment dans la communauté Mitsogho où il tient toujours, malgré le temps et la modernité, une place importante.
Les sociétés initiatiques sont impliquées dans l’ordre public (par exemple à travers la société du génie Ya-Mwei), dans la justice coutumière, et dans la médecine traditionnelle via les devins-guérisseurs. Le Bwiti devient ainsi un facteur d’équilibre et de paix dans la communauté.